# ディアンドル (競走馬)
ディアンドル（欧字名:Dirndl、2016年2月14日 - ）は、日本の競走馬。主な勝ち鞍は2019年の葵ステークス、2021年の福島牝馬ステークス。
馬名の意味は「ドイツの女性用民族衣装」で、母母名より連想。

## 戦績

### デビュー前
2016年2月14日、北海道安平町のノーザンファームで誕生。一口馬主法人「シルクホースクラブ」から総額1,600万円（1口3.2万円×500口）で募集された。ノーザンファームでの育成開始当初は、村上隆博厩舎長が「早い時期にデビューできそうな雰囲気は無かったですし、何よりもスプリント向きと言えるスピード能力があるようには感じられませんでした」と述べるように目立たない存在であったが、調教を重ねるにつれて筋肉質の馬体となり、気性面の前向きさも発揮されてスピードに乗った走りを見せるようになった。

### 2歳（2018年）
栗東・奥村豊厩舎に入厩。7月15日の新馬戦（中京芝1200m）でデビューし、ファンタジストにタイム差なしの2着となる。中1週で臨んだ未勝利戦を勝ち上がると、秋からはカンナステークス、クリスマスローズステークスと1200mのオープン特別を連勝して通算4戦3勝とした。

### 3歳（2019年）
2月23日のマーガレットステークスから始動し、単勝1.2倍の支持に応えて快勝する。初の重賞挑戦となった葵ステークスではデビューからの6戦で6人目の騎手となる藤岡佑介とのコンビで1番人気に支持され、直線で早めに抜け出すとアスターペガサスの追撃をアタマ差退けて優勝し、破竹の5連勝での重賞初制覇を飾った。管理する奥村豊調教師にとっても開業5年目で初の重賞制覇となった。
古馬との初対戦となった北九州記念では、好位からレースを進め、ダイメイプリンセスには差し切られたが2着を確保し、デビューからの連続連対を7に伸ばした。次戦のスプリンターズステークスでも4番人気の支持を集めたが、見せ場を作れないまま13着と初の大敗を喫した。

### 4歳（2020年）
4か月の休養後、4歳初戦を迎えたシルクロードステークスは14着と前走に続く惨敗に終わる。初の1400となった京都牝馬ステークスも10着と二桁着順に沈む。3か月ぶりとなった安土城ステークスは13着、4か月ぶり初のマイル戦となったポートアイランドステークスは逃げるも12着に終わる。さらに距離延長となったアンドロメダステークスでも先手を取り8着と復調気配を見せる。

### 5歳（2021年）
5歳初戦、愛知杯は最低人気で出走し厳しいペースで逃げ10着。次走、団野大成とのコンビで挑んだ小倉大賞典は2番手からレースを進め直線先頭に立つとテリトーリアル、ボッケリーニに交わされるものの3着を確保する。新潟競馬場で行われた福島牝馬ステークスは再び団野とコンビを組み、逃げの競馬から新潟外回りコースの長い直線を粘りに粘り、いったんドナアトラエンテに交わされるも盛り返しハナ差しのいで1着。葵ステークス以来1年11か月ぶりの勝利で重賞2勝目を飾った。次走はヴィクトリアマイルを選択、前走重賞勝ちながら14番人気と低評価だったが、好位から競馬をすると、勝ったグランアレグリアには離されるも、2着のランブリングアレーに0.1秒差の4着に入った。次走、小倉競馬場で行われた中京記念は果敢に逃げたが8着に敗れる。4か月後、福島記念は好位から馬群に沈み13着に終わった。

### 6歳（2022年）
6歳初戦となった京都金杯は中団から全く伸びず最下位の16着と大敗した。続く東京新聞杯でも11着に沈み、レース翌日の2月7日に所有するシルクホースクラブが公式サイトで現役引退を発表、2月10日付で競走馬登録を抹消された。引退後は故郷のノーザンファームで繁殖牝馬となる。

## 競走成績
以下の内容は、netkeiba.comの情報に基づく。
| 競走日     | 競馬場 | 競走名            | 格   | 距離（馬場）  | 頭 数 | 枠 番 | 馬 番 | オッズ （人気） | 着順 | タイム （上がり3F） | 着差 | 騎手          | 斤量 [kg] | 1着馬（2着馬）         | 馬体重 [kg] |
| ---------- | ------ | ----------------- | ---- | ------------- | ----- | ----- | ----- | --------------- | ---- | ------------------- | ---- | ------------- | --------- | ---------------------- | ----------- |
| 2018.10.28 | 中京   | 2歳新馬           |      | 芝1200m（良） | 12    | 2     | 2     | 002.20（1人）   | 02着 | R1:09.6（33.9）     | -0.0 | 0福永祐一     | 54        | ファンタジスト         | 478         |
| 0000.07.28 | 小倉   | 2歳未勝利         |      | 芝1200m（良） | 8     | 2     | 2     | 001.20（1人）   | 01着 | R1:08.7（35.0）     | -0.2 | 0北村友一     | 54        | （ソンリッサ）         | 474         |
| 0000.09.28 | 中山   | カンナS           | OP   | 芝1200m（稍） | 9     | 4     | 4     | 002.90（2人）   | 01着 | R1:09.5（35.1）     | -0.4 | 0J.モレイラ   | 54        | （ホウオウカトリーヌ） | 488         |
| 0000.12.22 | 中山   | クリスマスローズS | OP   | 芝1200m（良） | 14    | 8     | 14    | 001.70（1人）   | 01着 | R1.08.5（34.9）     | -0.3 | 0O.マーフィー | 54        | （ルマーカーブル）     | 492         |
| 2019.02.23 | 阪神   | マーガレットS     | L    | 芝1200m（良） | 6     | 5     | 5     | 001.20（1人）   | 01着 | R1:09.1（34.2）     | -0.3 | 0C.ルメール   | 55        | （イッツクール）       | 490         |
| 0000.05.25 | 京都   | 葵S               | GIII | 芝1200m（良） | 16    | 3     | 6     | 002.30（1人）   | 01着 | R1:08.0（33.7）     | -0.0 | 0藤岡佑介     | 55        | （アスターペガサス）   | 490         |
| 0000.08.18 | 小倉   | 北九州記念        | GIII | 芝1200m（良） | 18    | 3     | 5     | 005.50（3人）   | 02着 | R1:08.4（35.2）     | -0.2 | 0北村友一     | 52        | ダイメイプリンセス     | 486         |
| 0000.09.29 | 中山   | スプリンターズS   | GI   | 芝1200m（良） | 16    | 5     | 9     | 008.90（4人）   | 13着 | R1:08.6（35.1）     | -1.5 | 0藤岡佑介     | 53        | タワーオブロンドン     | 488         |
| 2020.02.02 | 京都   | シルクロードS     | GIII | 芝1200m（良） | 18    | 7     | 13    | 007.50（4人）   | 14着 | R1:10.2（35.6）     | -1.2 | 0池添謙一     | 55        | アウィルアウェイ       | 496         |
| 0000.02.22 | 京都   | 京都牝馬S         | GIII | 芝1400m（重） | 17    | 6     | 11    | 076.2（15人）   | 10着 | R1:24.0（35.1）     | -0.8 | 0藤岡佑介     | 56        | サウンドキアラ         | 494         |
| 0000.05.31 | 京都   | 安土城S           | L    | 芝1400m（良） | 17    | 8     | 15    | 048.1（14人）   | 13着 | R1:22.3（34.8）     | -1.0 | 0岩田望来     | 55        | エントシャイデン       | 490         |
| 0000.10.04 | 中京   | ポートアイランドS | L    | 芝1600m（良） | 16    | 3     | 5     | 061.7（12人）   | 10着 | R1:33.7（35.8）     | -0.7 | 0鮫島克駿     | 57        | ドナウデルタ           | 494         |
| 0000.11.21 | 阪神   | アンドロメダS     | L    | 芝2000m（良） | 15    | 3     | 5     | 065.80（9人）   | 08着 | R1:59.4（36.1）     | -0.6 | 0藤岡佑介     | 54        | アドマイヤビルゴ       | 492         |
| 2021.01.16 | 中京   | 愛知杯            | GIII | 芝2000m（良） | 18    | 2     | 3     | 118.2（18人）   | 10着 | R2:00.0（37.7）     | -1.3 | 0池添謙一     | 54        | マジックキャッスル     | 504         |
| 0000.02.21 | 小倉   | 小倉大賞典        | GIII | 芝1800m（良） | 16    | 8     | 16    | 035.0（12人）   | 03着 | R1:45.7（35.9）     | -0.2 | 0団野大成     | 53        | テリトーリアル         | 498         |
| 0000.04.24 | 新潟   | 福島牝馬S         | GIII | 芝1800m（良） | 15    | 6     | 11    | 015.40（7人）   | 01着 | R1:46.9（34.2）     | -0.0 | 0団野大成     | 55        | （ドナアトラエンテ）   | 502         |
| 0000.05.16 | 東京   | ヴィクトリアM     | GI   | 芝1600m（良） | 18    | 7     | 14    | 176.9（14人）   | 04着 | R1:31.8（33.8）     | -0.8 | 0団野大成     | 55        | グランアレグリア       | 496         |
| 0000.07.18 | 小倉   | 中京記念          | GIII | 芝1800m（良） | 12    | 7     | 10    | 005.90（4人）   | 08着 | R1:47.0（35.5）     | -0.8 | 0団野大成     | 55        | アンドラステ           | 502         |
| 0000.11.14 | 福島   | 福島記念          | GIII | 芝2000m（良） | 16    | 3     | 5     | 027.5（10人）   | 13着 | R2:01.0（38.5）     | -1.8 | 0菅原明良     | 55        | パンサラッサ           | 504         |
| 2022.01.05 | 中京   | 京都金杯          | GIII | 芝1600m（良） | 16    | 3     | 5     | 012.20（6人）   | 16着 | R1:34.6（36.2）     | -1.7 | 0C.デムーロ   | 55        | ザダル                 | 506         |
| 0000.02.06 | 東京   | 東京新聞杯        | GIII | 芝1600m（良） | 15    | 2     | 3     | 089.7（15人）   | 11着 | R1:33.7（35.4）     | -1.4 | 0石川裕紀人   | 56        | イルーシヴパンサー     | 496         |

## 繁殖成績
|       | 馬名               | 生年   | 性 | 毛色   | 父               | 馬主                   | 厩舎       | 戦績           |
| ----- | ------------------ | ------ | -- | ------ | ---------------- | ---------------------- | ---------- | -------------- |
| 初仔  | ディアンドルの2023 | 2023年 | 牝 | 黒鹿毛 | キズナ           | （有）シルクレーシング | 美浦・林徹 | （デビュー前） |
| 2番仔 | ディアンドルの2024 | 2024年 | 牝 | 鹿毛   | シルバーステート |                        |            |                |

- 2024年9月26日現在

## 血統表
| ディアンドルの血統              | ディアンドルの血統                   | ディアンドルの血統        | （血統表の出典）          | （血統表の出典）  |
| 父系                            | キングマンボ系                       | キングマンボ系            | キングマンボ系            | [ § 2 ]           |
| 父 ルーラーシップ 2007 鹿毛     | 父の父キングカメハメハ 2001 鹿毛     | Kingmambo                 | Mr. Prospector            | Mr. Prospector    |
| 父 ルーラーシップ 2007 鹿毛     | 父の父キングカメハメハ 2001 鹿毛     | Kingmambo                 | Miesque                   |                   |
| 父 ルーラーシップ 2007 鹿毛     | 父の父キングカメハメハ 2001 鹿毛     | *マンファス               | *ラストタイクーン         | *ラストタイクーン |
| 父 ルーラーシップ 2007 鹿毛     | 父の父キングカメハメハ 2001 鹿毛     | *マンファス               | Pilot Bird                |                   |
| 父 ルーラーシップ 2007 鹿毛     | 父の母エアグルーヴ 1993 鹿毛         | *トニービン               | *カンパラ                 | *カンパラ         |
| 父 ルーラーシップ 2007 鹿毛     | 父の母エアグルーヴ 1993 鹿毛         | *トニービン               | Severn Bridge             |                   |
| 父 ルーラーシップ 2007 鹿毛     | 父の母エアグルーヴ 1993 鹿毛         | ダイナカール              | *ノーザンテースト         | *ノーザンテースト |
| 父 ルーラーシップ 2007 鹿毛     | 父の母エアグルーヴ 1993 鹿毛         | ダイナカール              | シャダイフェザー          |                   |
| 母 グリューネワルト 2007 青鹿毛 | 母の父スペシャルウィーク 1995 黒鹿毛 | *サンデーサイレンス       | Halo                      | Halo              |
| 母 グリューネワルト 2007 青鹿毛 | 母の父スペシャルウィーク 1995 黒鹿毛 | *サンデーサイレンス       | Wishing Well              |                   |
| 母 グリューネワルト 2007 青鹿毛 | 母の父スペシャルウィーク 1995 黒鹿毛 | キャンペンガール          | マルゼンスキー            | マルゼンスキー    |
| 母 グリューネワルト 2007 青鹿毛 | 母の父スペシャルウィーク 1995 黒鹿毛 | キャンペンガール          | レディーシラオキ          |                   |
| 母 グリューネワルト 2007 青鹿毛 | 母の母シェーンクライト 1999 鹿毛     | *エリシオ                 | Fairy King                | Fairy King        |
| 母 グリューネワルト 2007 青鹿毛 | 母の母シェーンクライト 1999 鹿毛     | *エリシオ                 | Helice                    |                   |
| 母 グリューネワルト 2007 青鹿毛 | 母の母シェーンクライト 1999 鹿毛     | *カロギャル               | Caro                      | Caro              |
| 母 グリューネワルト 2007 青鹿毛 | 母の母シェーンクライト 1999 鹿毛     | *カロギャル               | Delso                     |                   |
| 母系(F-No.)                     | 4号族(FN:4-n)                        | 4号族(FN:4-n)             | 4号族(FN:4-n)             | [ § 3 ]           |
| 5代内の近親交配                 | Northern Dancer5×5＝6.25%            | Northern Dancer5×5＝6.25% | Northern Dancer5×5＝6.25% | [ § 4 ]           |
| 出典                            | 1. 2. 3. 4.                          | 1. 2. 3. 4.               | 1. 2. 3. 4.               | 1. 2. 3. 4.       |

- 母グリューネワルトは中央で2勝。近親に2008年のデイリー杯2歳ステークスを制したシェーンヴァルトがいる[3]。